# 계수로 (시흥시)
계수로(Gyesu-ro)는 경기도 시흥시 계수동에서 과림동까지 이르는 시흥시의 도로로, 총 연장은 3.208km이다. 이름이 유래된 것은 계수동 중앙을 통과하는 중심도로에서 연유하였다.

## 역사
- 2009년 11월 24일 : 도로명으로 계수로를 고시

## 주요 경유지
- 시흥시
  - 대야동 - 계수동 - 과림동

## 접촉하는 도로
- 대은로 (직결)
- 은계로
- 은계중앙로
- 마유로
- 범안로
- 과림저수지길
- 금오로
- 금하로

## 주요 건물 및 시설
- 시흥은계우미린레이크 (계수로 19/대야동 679)
- 베로니카화원조경 (계수로 76/계수동 500)
- 강원경금속 (계수로 76-1/계수동 498-3)
- 오면철강 (계수로 80/계수동 498)
- 우성기계 (계수로 100/계수동 531-2)
- 은성철강 (계수로 102/계수동 531-2)
- S-OIL 우리주유소 (계수로 104/계수동 531-1)
- 영진정밀 (계수로 165/계수동 176-15)
- 경창농원 (계수로 195/계수동 168-2)
- 계수초등학교 (계수로 203/계수동 145-1)
- 영일비전 조경건설 (계수로 215/계수동 144-1)
- 대동금속주물 (계수로 299/과림동 산6-1)
- 대신스텐 (계수로 300/과림동 78-9)